# Silver Lake (condado de Wyoming)
Silver Lake es un área no incorporada (o conocidas como aldea) ubicada en el condado de Wyoming en el estado estadounidense de Nueva York. Silver Lake se encuentra ubicada dentro del pueblo de Castile.

## Geografía
Silver Lake se encuentra ubicada en las coordenadas 42°42′06″N 78°01′19″O / 42.70167, -78.02194.